# Stadtbachquartier

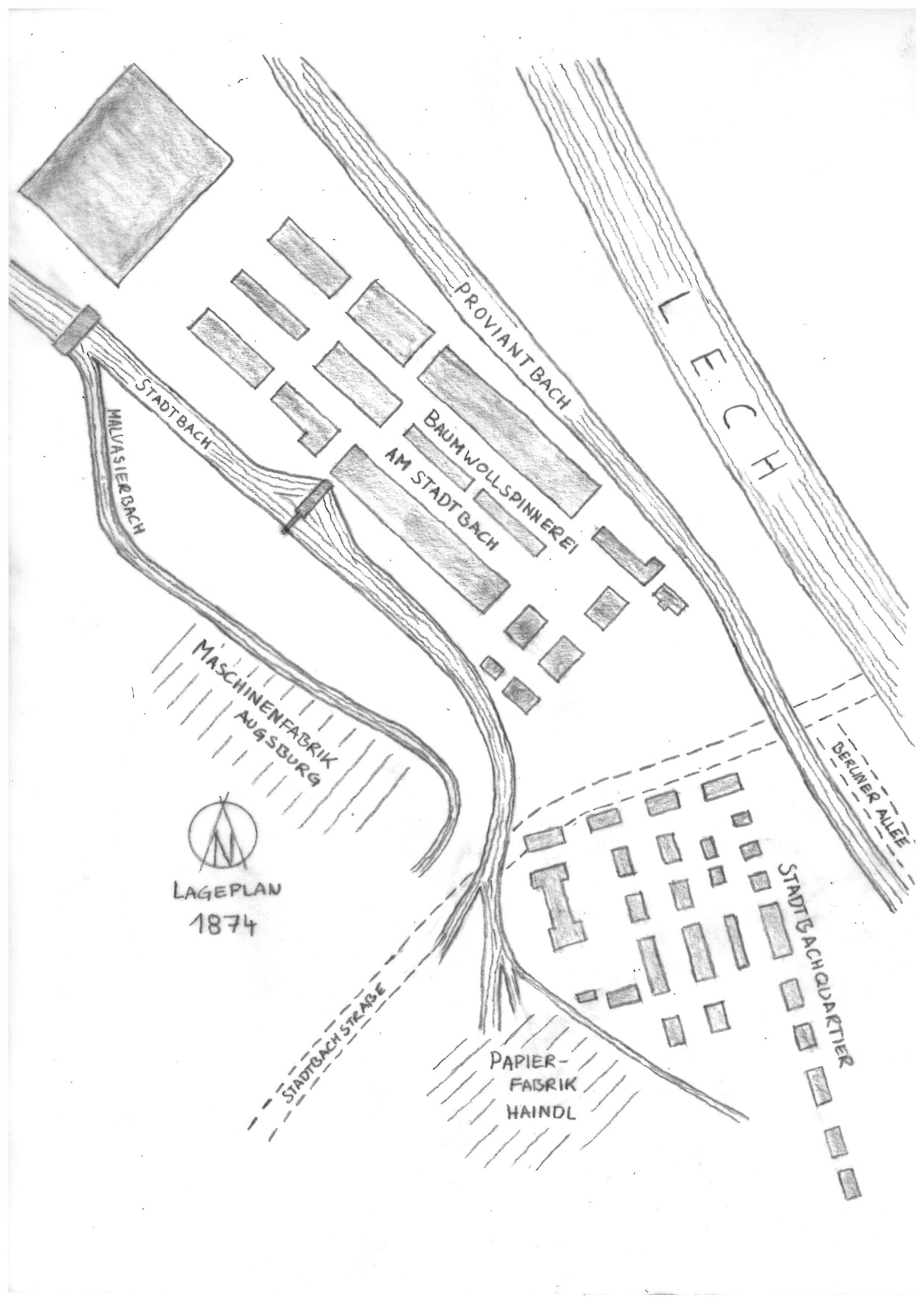
Lageplan der Baumwollspinnerei am Stadtbach mitsamt Stadtbachquartier (1874)

Das Augsburger Stadtbachquartier war eine Werkssiedlung, die sich in unmittelbarer Nähe zur Baumwollspinnerei am Stadtbach befand und den dort beschäftigten Fabrikarbeitern als Unterkunft diente. Zwischen 1859 und 1875 entstanden über 30 ein- und zweistöckige Wohngebäude, die von mehreren Familien bewohnt wurden. Neben den Wohnungen standen den Arbeiterfamilien verschiedene Gemeinschaftseinrichtungen, wie etwa ein Speise- und Waschhaus sowie Geschäfte zur Versorgung mit Dingen des täglichen Bedarfs zur Verfügung.
In den 1980er Jahren erfolgte der vollständige Abbruch des Stadtbachquartiers. Heute gehört das Areal zu UPM-Kymmene (ehemalige Papierfabrik Haindl) und wurde größtenteils mit Produktionshallen und Parkplätzen überbaut.